# Distretto di Ileje
Il distretto di Ileje è un distretto della Tanzania situato nella regione di Mbeya. È suddiviso in 16 circoscrizioni (wards) e conta una popolazione di 124 451 abitanti (censimento 2012). 